# Geraint Thomas
Geraint Howell Thomas MBE (Cardiff, 25 mei 1986) is een Welsh wielrenner die anno 2025 rijdt voor INEOS Grenadiers. In 2018 won hij de Ronde van Frankrijk, als eerste Welshman in de geschiedenis. Hij is beroepsrenner sinds 2007 en rijdt als enige sedert 2010 voor Sir Dave Brailsfords INEOS.

## Loopbaan
Geraint Thomas werd bekend als baanwielrenner, waar hij al diverse titels behaalde. In 2005 begon hij op de weg bij Team Wiesenhof, als stagiair. In 2006 reed hij, eveneens als stagiair, voor Saunier Duval. Van 2007 tot eind 2009 reed hij bij Team Barloworld als voltijds beroepsrenner. Sinds 2010 is hij actief in de formatie INEOS Grenadiers. 
Anno 2025 blijft Geraint Thomas, samen met Ben Swift, als allerlaatste renner over die de begindagen meemaakte van Team Sky, sinds 2019 INEOS genaamd. Swift reed tussendoor wel voor de teams Katjoesja en UAE Team Emirates, terwijl Thomas geen andere ploeg meer gekend heeft. Uniek aan de Welshman was zijn witte zonnebril van het merk Oakley, die hij droeg sinds jaar en dag. In het seizoen 2023 draagt hij de bril niet. Waarop hij destijds dollend te vertellen had: "Het zal veel tijd vergen om nu nog te wennen aan die [reguliere] bril [van Ineos] van SunGod.
In 2010 droeg hij van de vierde tot en met de zesde etappe de (witte) jongerentrui in de Ronde van Frankrijk, en in 2011 mocht hij deze van de tweede tot en met de zesde etappe dragen. Thomas is een verdienstelijke tijdrijder. 
Ook als klassiekerrenner komt hij aardig uit de hoek, met onder andere ereplaatsen in Parijs-Roubaix en de Ronde van Vlaanderen in 2014 (respectievelijk 7de en 8ste), een tweede plaats in Dwars door Vlaanderen in 2011 en een overwinning in de voorjaarsklassieker E3 Harelbeke in 2015. Vanaf 2016 kiest Thomas ervoor om zich meer te profileren als ronderenner.
In de wegwedstrijd op de Olympische Spelen in Rio de Janeiro werd Thomas elfde, op bijna tweeënhalve minuut van winnaar Greg Van Avermaet.
In de Ronde van Frankrijk 2017 won hij de openingstijdrit, waardoor hij ook de gele trui veroverde. Hij voerde het klassement vier dagen aan. In de negende etappe brak Thomas bij een val zijn sleutelbeen en moest daardoor de Tour verlaten.
In de Ronde van Frankrijk 2018 bleek Thomas sterker te zijn dan zijn kopman, meervoudig Tourwinnaar Chris Froome. Thomas won de elfde etappe, een bergrit naar La Rosière, en bemachtigde daarmee voor het tweede jaar op rij de gele trui. Ook de dag erna won hij de etappe (naar Alpe d'Huez) en verstevigde daarmee zijn koppositie. Deze koppositie zou hij niet meer afstaan, zodat hij na Wiggins en Froome de derde Brit werd die de Ronde van Frankrijk won.

## Baanwielrennen

### Palmares
| Jaar     | BK                             | EK                             | WK                                | OS                   | Overig |
| Junioren | Junioren                       | Junioren                       | Junioren                          | Junioren             | Junioren |
| -------- | ------------------------------ | ------------------------------ | --------------------------------- | -------------------- | --- |
| 2004     |                                | puntenkoers                    | scratch                           |                      | |
| Beloften |                                |                                |                                   |                      | |
| 2005     |                                |                                |                                   |                      | UIV Cup: Bremen UIV Cup Dortmund                                                                                      |
| 2006     |                                | ploegenachtervolging · scratch |                                   |                      | |
| Elite    |                                |                                |                                   |                      | |
| 2005     | ploegenachtervolging · scratch |                                |                                   |                      | |
| 2006     | ploegenachtervolging           |                                | ploegenachtervolging              |                      | WB Moskou: · ploegenachtervolging · WB Sydney: · ploegkoers · ploegenachtervolging · Commonwealth Games: · ploegkoers |
| 2007     |                                |                                | ploegenachtervolging              |                      | WB Peking: · ploegenachtervolging · WB Sydney: · ploegkoers                                                           |
| 2008     |                                |                                | ploegenachtervolging              | ploegenachtervolging | WB Manchester: · ploegenachtervolging · WB Kopenhagen: · ploegenachtervolging                                         |
| 2009     | achtervolging · ploegkoers     |                                |                                   |                      | WB Manchester: · achtervolging · ploegenachtervolging                                                                 |
| 2010     | scratch                        |                                |                                   |                      | |
| 2011     |                                | ploegenachtervolging           |                                   |                      | WB Manchester: · ploegenachtervolging · achtervolging                                                                 |
| 2012     |                                |                                | ploegenachtervolging · ploegkoers | ploegenachtervolging | WB Londen: · ploegenachtervolging                                                                                     |

## Wegwielrennen

### Overwinningen
2004
Parijs-Roubaix, Junioren
2006
2e etappe Flèche du Sud
Eindklassement Flèche du Sud
2010
1e etappe Ronde van Qatar (ploegentijdrit)
 Brits kampioen op de weg, Elite
2011
Eindklassement Ronde van Beieren
Puntenklassement Ronde van Groot-Brittannië
2012
Proloog Ronde van Romandië
2013
2e etappe Tour Down Under
Puntenklassement Tour Down Under
2014
4e etappe Ronde van Beieren
Eindklassement Ronde van Beieren
 Wegrit op de Gemenebestspelen
2015
2e etappe Ronde van de Algarve
Eind- en puntenklassement Ronde van de Algarve
E3 Harelbeke
Proloog Ronde van Romandië
2016
Eindklassement Ronde van de Algarve
 Eindklassement Parijs-Nice
2017
2e etappe Tirreno-Adriatico
3e etappe Ronde van de Alpen
Eindklassement Ronde van de Alpen
1e etappe Ronde van Frankrijk
2018
3e etappe Ronde van de Algarve (individuele tijdrit)
 Eindklassement Critérium du Dauphiné
 Brits kampioen tijdrijden, Elite
11e etappe Ronde van Frankrijk
12e etappe Ronde van Frankrijk
 Eindklassement Ronde van Frankrijk
2021
Eindklassement Ronde van Romandië
5e etappe Critérium du Dauphiné
2022
Eindklassement Ronde van Zwitserland

### Resultaten in voornaamste wedstrijden
| Jaar | Ronde van Italië | Ronde van Frankrijk | Ronde van Spanje |
| ---- | ---------------- | ------------------- | ---------------- |
| 2007 |                  | 140e                |                  |
| 2008 | 118e             |                     |                  |
| 2009 |                  |                     |                  |
| 2010 |                  | 67e                 |                  |
| 2011 |                  | 31e                 |                  |
| 2012 | 80e              |                     |                  |
| 2013 |                  | 140e                |                  |
| 2014 |                  | 22e                 |                  |
| 2015 |                  | 15e                 | 69e              |
| 2016 |                  | 15e                 |                  |
| 2017 | opgave           | opgave (1)          |                  |
| 2018 |                  | ↑ (2)               |                  |
| 2019 |                  | ↑                   |                  |
| 2020 | opgave           |                     |                  |
| 2021 |                  | 41e                 |                  |
| 2022 |                  | ↑                   |                  |
| 2023 | ↑                |                     | 31e              |
| 2024 | ↑                | 42e                 |                  |
| 2025 |                  | 58e                 |                  |

| Jaar | Milaan-San Remo | Ronde van Vlaanderen | Parijs-Roubaix | Amstel Gold Race | Luik-Bast.‑Luik | E3 Harelbeke | Gent-Wevelgem |  | WK op de weg |  | Wereldranglijsten |
| ---- | --------------- | -------------------- | -------------- | ---------------- | --------------- | ------------ | ------------- |  | ------------ |  | ----------------- |
| 2007 |                 |                      |                |                  |                 |              |               |  |              |  |                   |
| 2008 |                 |                      |                |                  |                 |              |               |  | opgave       |  |                   |
| 2009 |                 |                      |                |                  |                 |              |               |  | opgave       |  |                   |
| 2010 |                 | 33e                  | 64e            |                  |                 | 50e          | opgave        |  |              |  | 144e (UWK)        |
| 2011 | 60e             | 10e                  | buit.tijd      |                  |                 |              | 124e          |  | 81e          |  | 156e (UWT)        |
| 2012 |                 |                      |                |                  |                 |              |               |  |              |  | 120e (UWT)        |
| 2013 | opgave          | 41e                  | 79e            |                  |                 | 4e           | opgave        |  | opgave       |  | 43e (UWT)         |
| 2014 | opgave          | 8e                   | 7e             | opgave           |                 | ↑            | 112e          |  | opgave       |  | 31e (UWT)         |
| 2015 | 31e             | 14e                  | opgave         |                  |                 | ↑            | ↑             |  |              |  | 14e (UWT)         |
| 2016 | 169e            | 12e                  |                |                  |                 |              |               |  | opgave       |  | 37e (UWT)         |
| 2017 |                 |                      |                |                  |                 |              |               |  |              |  | 67e (UWT)         |
| 2018 |                 |                      | opgave         |                  | 56e             |              |               |  |              |  | 4e (UWT)          |
| 2019 |                 |                      |                |                  |                 |              |               |  | opgave       |  | 41e (UWR)         |
| 2020 |                 |                      |                |                  |                 |              |               |  |              |  | 64e (UWR)         |
| 2021 |                 |                      |                |                  |                 |              |               |  |              |  |                   |
| 2022 |                 |                      |                |                  | 43e             |              |               |  |              |  |                   |
| 2023 |                 |                      |                |                  |                 |              |               |  |              |  |                   |
| 2024 |                 |                      |                |                  |                 |              |               |  |              |  |                   |
| 2025 | 110e            |                      |                |                  | 93e             |              |               |  |              |  |                   |

### Resultaten in kleinere rondes
| Jaar | Tour Down Under | Parijs-Nice | Tirreno-Adriatico | Ronde van Catalonië | Ronde van het Baskenland | Ronde van Romandië | Critérium du Dauphiné | Ronde van Zwitserland | Ronde van Polen | Eneco Tour |
| ---- | --------------- | ----------- | ----------------- | ------------------- | ------------------------ | ------------------ | --------------------- | --------------------- | --------------- | ---------- |
| 2007 | 47e             |             |                   |                     |                          |                    |                       |                       |                 |            |
| 2008 |                 |             |                   |                     |                          |                    |                       |                       |                 |            |
| 2009 |                 |             | opgave            |                     |                          |                    |                       |                       |                 |            |
| 2010 |                 | 86e         |                   |                     |                          |                    | 21e                   |                       |                 | 66e        |
| 2011 | 68e             | 83e         |                   |                     |                          | 88e                | buiten tijd           |                       |                 | 57e        |
| 2012 | 46e             | opgave      |                   |                     |                          | opgave (1)         |                       |                       |                 |            |
| 2013 | ↑ (1)           |             |                   |                     |                          |                    | 15e                   |                       |                 |            |
| 2014 | 8e              | opgave      |                   |                     |                          |                    | 46e                   |                       |                 | 6e         |
| 2015 | 32e             | 5e          |                   |                     |                          | 87e                |                       | ↑                     |                 |            |
| 2016 | 39e             | ↑           |                   | opgave              |                          | 51e                |                       | 17e                   |                 | 32e        |
| 2017 | 49e             |             | 5e (1)            | 34e                 |                          |                    |                       |                       |                 |            |
| 2018 |                 |             |                   |                     |                          |                    | ↑                     |                       |                 |            |
| 2019 |                 |             | opgave            |                     | 40e                      | ↑                  |                       | opgave                |                 |            |
| 2020 |                 |             | ↑                 |                     |                          |                    | 37e                   |                       |                 |            |
| 2021 |                 |             | 24e               | ↑                   |                          | ↑                  | ↑ (1)                 |                       |                 | opgave     |
| 2022 |                 |             |                   |                     | 39e                      | 19e                |                       | ↑                     |                 |            |
| 2023 | 88e             |             |                   | 45e                 |                          |                    |                       |                       | 47e             |            |
| 2024 |                 |             |                   | 27e                 |                          |                    |                       |                       |                 | opgave     |
| 2025 | 129e            |             |                   |                     |                          |                    |                       |                       |                 |            |

(*) tussen haakjes aantal individuele etappe-overwinningen

## Ploegen
- 2005 –  Team Wiesenhof (stagiair vanaf 1-8)
- 2006 –  Saunier Duval-Prodir (stagiair vanaf 1-8)
- 2007 –  Barloworld
- 2008 –  Barloworld
- 2009 –  Barloworld
- 2010 –  Sky Professional Cycling Team
- 2011 –  Sky ProCycling
- 2012 –  Sky ProCycling
- 2013 –  Sky ProCycling
- 2014 –  Team Sky
- 2015 –  Team Sky
- 2016 –  Team Sky
- 2017 –  Team Sky
- 2018 –  Team Sky
- 2019 –  Team INEOS [a]
- 2020 –  Team INEOS
- 2021 –  INEOS Grenadiers
- 2022 –  INEOS Grenadiers
- 2023 –  INEOS Grenadiers
- 2024 –  INEOS Grenadiers
- 2025 –  INEOS Grenadiers

1908: Jones, Kingsbury, Meredith, Payne ·
1920: Magnani, Carli, Ferrario, Giorgetti ·
1924: De Martini, Dinale, Menegazzi, Zucchetti ·
1928: Facciani, Gaioni, Lusiani, Tasselli ·
1932: Pedretti, Borsari, Cimatti, Ghilardi ·
1936: Nizerhy, Charpentier, Goujon, Lapébie ·
1948: Decanali, Adam, Blusson, Coste ·
1952: Morettini, Campana, de Rossi, Messina ·
1956: Gasparella, Domenicali, Faggin, Gandini ·
1960: Vigna, Arienti, Testa, Vallotto ·
1964: Streng, Claesges, Henrichs, Link ·
1968: Lyngemark, Olsen, Asmussen, Jensen ·
1972: Schumacher, Colombo, Haritz, Hempel ·
1976: Vonhof, Braun, Lutz, Schumacher ·
1980: Manakov, Movtsjan, Ossokin, Petrakov ·
1984: Grenda, Turtur, Nichols, Woods ·
1988: Jekimov, Kasputis, Neljoebin, Oemaras ·
1992: Fulst, Glöckner, Lehmann, Steinweg ·
1996: Capelle, Ermenault, Monin, Moreau ·
2000: Fulst, Bartko, Becke, Lehmann ·
2004: Brown, McGee, Lancaster, Roberts ·
2008: Clancy, Manning, Thomas, Wiggins · 
2012: Burke, Clancy, Kennaugh, Thomas · 
2016: Burke, Clancy, Doull, Wiggins · 
2020: Consonni, Ganna, Lamon, Milan · 
2024:  Bleddyn, Welsford, Leahy, O'Brien
Wielerploegen van Geraint Thomas
Grabsch ·
Greipel ·
Heppner (tot 31/08) ·
Knees ·
Kopp ·
Müller · 
Musiol ·
Obst ·
Poitschke ·
Radochla ·
Schröder ·
Siedler · 
Wackernagel ·
Thomas (stagiair) ·
Wagner (stagiair) 
Benítez ·
Bertogliati · 
Cañada ·
Cobo ·
de la Fuente ·
Dionne · 
Durán ·
Fernández de la Puebla ·
Fritsch ·
Gil ·
José Ángel Gómez Gómez · 
José Ángel Gómez Marchante ·  
Lobato ·  
Mazur ·
Mejías ·
Millar ·
Mori ·  
Olsen ·
Pagliarini · 
Piepoli · 
Pinotti ·
Riccò ·
Rinero · 
Simoni ·
Trentin ·
Ventoso ·
Zárate ·
Zaugg ·
Mata (stagiair) · 
Thomas (stagiair) 
Arreitunandia ·
Augustyn ·
Bonomi ·
Caccia ·
Cárdenas ·
Cheula ·
Cox ·
Degano ·
Guidi ·
Hunter ·
Jefimkin ·
Lewis ·
Longo Borghini ·
Perry ·
Sabido ·
Siwtsow ·
Soler ·
Thomas ·
Corti (stagiair) ·
Swift (stagiair) ·
Rincón (stagiair) 
Augustyn ·
Bellotti ·
Caccia ·
Calcagni ·
Cárdenas ·
Cheula ·
Cooke ·
Corti ·
Cummings ·
Dueñas ·
Froome ·
Gasparotto ·
Hunter ·
Impey ·
Longo Borghini ·
Pfannberger ·
Sabido ·
Scognamiglio ·
Soler ·
Thomas ·
Tanner (stagiair) 
Augustyn ·
Bellotti ·
Caccia ·
Calcagni ·
Cárdenas ·
Cheula ·
Corti ·
Cummings ·
Froome ·
Hunter ·
Impey ·
Longo Borghini ·
Merlo ·
Scognamiglio ·
Soler ·
Thomas
Arvesen ·
Augustyn ·
Barry ·
Boasson Hagen ·
Calzati ·
Carlström ·
Cioni ·
Cummings · 
Downing ·
Flecha ·
Froome ·
Gerrans ·
Hayman ·
Henderson ·
Kennaugh ·
Löfkvist ·
Nordhaug ·
Pauwels ·
Portal ·
Possoni ·
Stannard ·
Sutton ·
Swift ·
Thomas ·
Viganò ·
Wiggins
Appollonio ·
Arvesen ·
Augustyn ·
Barry ·
Boasson Hagen ·
Carlström ·
Cioni ·
Cummings · 
Downing ·
Dowsett ·
Flecha ·
Froome ·
Gerrans ·
Hayman ·
Henderson ·
Hunt ·
Kennaugh ·
Knees ·
Löfkvist ·
Nordhaug ·
Pauwels ·
Possoni ·
Rogers ·
Stannard ·
Sutton ·
Swift ·
Thomas ·
Urán ·
Wiggins ·
Zandio ·
Puccio (stagiair)
Appollonio ·
Barry ·
Boasson Hagen ·
Cavendish  ·
Eisel ·
Dowsett ·
Flecha ·
Froome ·
Henao ·
Hayman ·
Hunt ·
Kennaugh ·
Knees ·
Löfkvist ·
Nordhaug ·
Pate ·
Porte ·
Puccio ·
Rogers ·
Rowe ·
Siwtsow ·
Stannard ·
Sutton ·
Swift ·
Thomas ·
Urán ·
Wiggins ·
Zandio ·
Martinelli (stagiair) 
Boasson Hagen ·
Boswell ·
Cataldo ·
Dombrowski ·
Eisel ·
Edmondson ·
Froome ·
Henao ·
Hayman ·
Kennaugh ·
Kiryjenka ·
Knees ·
López ·
Pate ·
Porte ·
Puccio ·
Rasch ·
Rowe ·
Siwtsow ·
Stannard ·
Sutton ·
Swift ·
Thomas ·
Tiernan-Locke ·
Urán ·
Wiggins ·
Zandio
Boasson Hagen · Boswell · Cataldo · Deignan · Dombrowski · Earle · Edmondson · Eisel · Froome · Seb. Henao · Ser. Henao · Kennaugh · Kiryjenka · Knees · López · Nieve · Pate · Porte · Puccio · Rasch · Rowe · Siwtsow · Stannard · Sutton · Swift · Thomas · Tiernan-Locke · Wiggins   · Zandio
Boswell · Deignan · Earle · Eisel · Fenn · Froome · Seb.Henao · Ser.Henao · Kennaugh · Kiryjenka   · Knees · König · López · Nieve · Nordhaug · Pate · Poels · Porte · Puccio · Roche · Rowe · Siwtsow · Stannard · Sutton · Swift · Thomas · Viviani · Wiggins   (tot 12/04) · Zandio · Geoghegan Hart (stagiair) · Peters (stagiair)
Boswell · Deignan · Fenn · Froome · Gołaś · Seb.Henao · Ser.Henao · Intxausti · Kennaugh · Kiryjenka   · Knees · König · Kwiatkowski · Landa · López · Moscon · Nieve · Nordhaug · Peters · Poels · van Poppel · Puccio · Roche · Rowe · Stannard · Swift · Thomas · Viviani · Zandio · Doull (stagiair)
Boswell · Deignan · Dibben · Doull · Elissonde · Froome · Geoghegan Hart · Gołaś · Seb. Henao · Ser. Henao · Intxausti · Kennaugh · Kiryjenka · Knees · Kwiatkowski · Landa · López · Moscon · Nieve · Poels · van Poppel · Puccio · Rosa · Rowe · Stannard · Thomas · Viviani · Wiśniowski
van Baarle · Basso · Bernal · Castroviejo · de la Cruz · Deignan · Dibben · Doull · Elissonde · Froome · Geoghegan Hart · Gołaś · Halvorsen · Seb. Henao · Ser. Henao · Intxausti · Kiryjenka · Knees · Kwiatkowski · Lawless · López · Moscon · Poels · Puccio · Rosa · Rowe · Sivakov · Stannard · Thomas · Wiśniowski
van Baarle · Basso · Bernal · Castroviejo · de la Cruz · Doull · Dunbar · Elissonde · Froome · Ganna · Geoghegan Hart · Gołaś · Halvorsen · Seb. Henao · Kiryjenka · Knees · Kwiatkowski · Lawless · Moscon · Narváez · Poels · Puccio · Rosa · Rowe · Sivakov · Sosa · Stannard · Swift · Thomas
Amador · Basso · Bernal · Carapaz  · Castroviejo · Dennis   · Doull · Dunbar · Froome · Ganna   · Geoghegan Hart · Gołaś · Hayter · Henao · Kiryjenka (t/m 31 januari) · Knees · Kwiatkowski · Lawless · Moscon · Narváez · Puccio · Rivera · Rodriguez · Rowe · Sivakov · Sosa · Stannard · Swift · Thomas · Van Baarle · Wurf (vanaf 1 februari)
Amador · Van Baarle · Basso · Bernal · Carapaz  · Castroviejo · De Plus · Dennis · Doull · Dunbar · Ganna     · Geoghegan Hart · Gołaś · Hayter · Henao · Kwiatkowski · Martínez · Moscon · Narváez · Pidcock (vanaf 1 februari) · Porte ·  Puccio · Rivera · Rodriguez · Rowe · Sivakov · Sosa · Swift · Thomas · Wurf · Yates · Plapp (stagiair)
Amador · Bernal · Carapaz  · Castroviejo · De Plus · Dunbar · Fraile · Ganna   · Geoghegan Hart · E. Hayter · Heiduk · Kwiatkowski · Martínez · Narváez · Pidcock · Plapp · Porte ·  Puccio · Rivera · Rodriguez · Rowe · Sheffield · Sivakov · Swift · Thomas · Tulett · Turner · Van Baarle · Viviani · Wurf · Yates · L. Hayter (stagiair)
- Gemeinsame Normdatei: 1236533399
- International Standard Name Identifier: 0000 0004 8007 1174
- Library of Congress Control Number: nb2017004818
- Virtual International Authority File: 54156218108904740188